# Commanderie d'Argentens
La commanderie d'Argentens ou Commanderie d'Argenteins était une commanderie hospitalière dont l'origine remonte aux Templiers, située sur la commune de Nérac, dans le département français de Lot-et-Garonne.

## Historique
La commanderie d'Argentens fut fondée en 1155, lorsque Arnaud d'Argentens qui, « préférant l'abjection dans la maison du seigneur à l'habitation sous la tente des pécheurs », a fait don de ce qu'il possédait aux Frères du Temple représentés par Augier de Bédeisan, maître en Gascogne, à savoir tous les biens et les droits qu'il possédait dans la ville de Nérac ou à l'extérieur, en particulier le fief qui se trouvait autour de l'église de Sainte-Marie d'Argentens.
La commanderie est mentionnée vers 1159. Après la dissolution de l'ordre du Temple, les biens ont été dévolus à l'ordre de Saint-Jean de Jérusalem vers 1315.
En 1650, la commanderie comprend une église, deux maisons, une métairie et ses annexes. L'église a été agrandie au XVIIe siècle.

### Commandeurs templiers
Initialement, les commandeurs d'Argentens dépendaient du maître de la baillie de Gascogne puis on constate vers 1230 qu'Argentens devient le chef-lieu d'une nouvelle baillie, dite de l'Agenais qui semble séparée en deux à partir de la seconde moitié du XIIIe siècle. Argentens regroupant alors les possessions dans l'Agenais mais uniquement sous la Garonne alors que Bruhles est devenu le chef-lieu des possessions templières agenaises entre la Garonne et la Dordogne. Ces possessions ont toujours fait partie de la province de Provence.
| Nom du commandeur | Dates              |
| --- | ------------------ |
| Arnaud d'Argentens (Arnaldus de Argenten)                                                                                  | c.1155-1168,       |
| Raymond de la Grayère (Raimundus de Gruera)                                                                                | 1168-1170,         |
| Pagèz de Burosa (Pages de Burosa)                                                                                          | 1170-1180,         |
| Amanieu de Sales (Amaneus de Salis)                                                                                        | c.1180-1190,       |
| Guillaume del Bosc (Guillelmus del Bosch)                                                                                  | c. 1191            |
| Martin de Nesse (Martinus de Nessa)                                                                                        | 1203,              |
| B. de Mielos (B. de Mielossa)                                                                                              | 1209,              |
| Bernard de Nogarol (Bernardus de Nogarol)                                                                                  | ? c.1210           |
| Fortanier ou Fortuné de Sac Ber (Fortanerius de Sac Ber)                                                                   | 1215, 1223,        |
| Martin de Nesse (Martinus de Nessa), maître de la baillie de l'Agenais                                                     | 1226-1228          |
| Fortanier ou Fortuné de Séados (Fortis de Seador, Fort Aner de Sanados, For. de Seador), maître de l'Agenais               | 1230-1232          |
| Martin de Nesse (Martinus de Nessa), maître de l'Agenais                                                                   | 1233               |
| Fortanier ou Fortuné de Séados (Fortis de Seador, Fort Aner de Sanados, For. de Seador), maître de l'Agenais               | 1236,              |
| Arnaud-Raymond de la Motte (Arnaldus Raimundus de la Mota), maître de l'Agenais                                            | 1241-1247          |
| Bernard-Guillaume d'Aspet Commandeur d'Argentens et des maisons du Temple en Agenais sous la Garonne (baillie d'Argentens) | 1249-1262, 1267(?) |
| Pierre Barrau Commandeur baillie d'Argentens et précepteur de Romestaing                                                   | 1267               |
| Hugues de Bidarelh (Hugonem, Ugonem de Bidarelh), commandeur d'Ayguetinte (1266)                                           | c.1269             |
| Arnault Dauron / Arnaud d'Auron, commandeur baillie d'Argentens                                                            | 1273-1275          |
| Hugues de Bidarelh | c.1276             |
| Pierre de Sombrun, commandeur baillie d'Argentens                                                                          | 1277-1285          |
| Vital de Caupène (Commandeur de Cours et Romestaing entre 1279 et 1292)                                                    | 1287,              |
| Bernard de la Roque (ou de la Motte),                                                                                      | 1289,              |
| Sénébrun de Pins (Cénebrun ou encore Célestin de Pins)                                                                     | 1290-1293          |
| Bernard de la Roque (ou de la Motte),                                                                                      | 1297-1299          |
| Barral de Graulhet / Barrau de Grasillon ou de la Graynhia (Barralus de Gravinha, (oc): Barrau de Grezinhan, de Grazinhan) | c.1300-1302        |
| Ratier de Limousin (Raterius de Lemozi, Racterius de Lemovicinio, Rancerius de Lemovicinio)                                | 1303-1306,         |
| Bertrand de Tarbes (Bertrandus de Terbes)                                                                                  | 1307,              |

Certaines listes mentionnent d'autres commandeurs d'Argentens qui paraissent en contradiction avec les titres employés dans les chartes où ils se trouvent. Sachant que Cours et Romestaing faisaient partie de la baillie d'Argentens mais semblent avoir leurs propres commandeurs:
- (Pierre) Arnaud de la Croix (1291): Arnaldus de la Crotz, commandeur de Romestaing (1290, 1289-1292) voir de Cours et Romestaing[N 8].

### Commandeurs Hospitaliers
| Nom du commandeur                                         | Dates                         |
| --------------------------------------------------------- | ----------------------------- |
| Pierre d'Arbusac                                          | 1315-1324                     |
| Hugues de Lemosin                                         | 1325-1326                     |
| Guillaume d'Alziac                                        | 1328-1329                     |
| Guillaume-Roger de Mirepoix                               | 1337-1344                     |
| Bernard de Bornac                                         | 1376-1386                     |
| Guillaume de Saint-Martin                                 | 1390                          |
| Elie de Fossat                                            | 25 juin 1390 - 4 janvier 1400 |
| Fontanier de Lat                                          | 1426-1482                     |
| Pierre de Champagne                                       | 1483-1492                     |
| François de Goulard                                       | 1494-1495                     |
| Bertrand d'Esparbès                                       | 1496-1498                     |
| Bernard de Goulard                                        | 1505-1520                     |
| Jacques de Manas                                          | 1521-1540                     |
| Oddet de Massas                                           | 1541-1542                     |
| François de Gozon-Mélac                                   | 1555-1585                     |
| Octave de Galéan Salerne                                  | 1585-1594                     |
| Pierre d'Esparvès Lussan                                  | 1600                          |
| Guillaume de Vassadel Vacquières                          | 1603-1613                     |
| Joseph Almaric d'Esclangon                                | 1622-1628                     |
| Christophe de Ceytres Caumont                             | 1638-1643                     |
| Alexandre de Benque                                       | 1646-1655                     |
| François de Tresseman Chastuel Brunel reveveur au prieuré | 1660-1671                     |
| Denys de Touges Noailhan                                  | 1677                          |
| Paul-Antoine des Villages-Lachassaigne                    | 1684-1694                     |
| Anselme de Cayx                                           | 1701-1707                     |
| N. de Fezin                                               | 1710-1711                     |
| Georges de Caulet-Gragnague                               | 1713-1714                     |
| Jacques-François de Privas-Fontenil                       | 1717-1720                     |
| Adrien de Langon                                          | 1725-1742                     |
| Bernard de Roquette Buisson                               | 1758-1759                     |
| Antoine de Garnier-Fontblanche bailli de Manosque         | 1765-1766                     |
| René de Léaumont Grand prieur de Toulouse                 | 1773-1786                     |

## Possessions
Les possessions de la commanderie d'Argentens dans l'Albret et à proximité se sont enrichies au cours du temps mais ont aussi été l'objet de revendications de la part des seigneurs de l'Albret. Antoine du Bourg en donne une liste dans son livre sur l'Histoire du grand-prieuré de Toulouse. Georges Tholin a corrigé l'orthographe de certains d'entre eux, mais plusieurs lieux n'ont pu être identifiés :
- Saint-Martin-Lou-Viel (Saint-Martin-le-Vieux, à 3 km de Nérac, mais deux localités portent le nom de Saint-Martin) ;
- Notre-Dame-de-Lalane (peut-être le hameau de Lalane) ;
- Pompey (Pompiey) ;
- Saint-Pierre-de-Cornet ;
- Saint-Jean-de-Lalane (peut-être le hameau de Lalane) ;
- Sainte-Quitterie-de-Rives (probablement Sainte-Quitterie de Béas) ; rattaché à la commanderie de Port-Sainte-Marie à partir de fin 1274[28]
- Moulins d'Aubeas (peut-être Béas sur le territoire de la commune de Barbaste), de la Sereine (Lasserens sur la Baïse à Lavardac), de Betpeaume (Bapaume sur la Baïse, sur le territoire de la commune de Nérac);
- Nérac ;
- Meilhan (peut-être Meylan près de Sos) ;
- Sainte-Geneviève ;
- Saint-Vincent-de-Padiern ;
- Espreux (Espiens);
- Puy Fort Éguille ;
- Calignac ;
- Lomiès ;
- Fieux ;
- La Gardère[29] (paroisse de la commune de Moncrabeau, lieu-dit Gardères au nord-est) ;
- Fief de Praissas à Port-Saint-Marie. La commanderie d'Argentens y a construit un prieuré, mais face à l'opposition de la prieure du prieuré du Paravis, les Templiers l'ont échangé en 1298 contre deux granges. Il en reste l'église Saint-Vincent-du-Temple ;
- Tour d'Avance.